# Walter Banse
Walter Banse (* 14. August 1934) ist ein ehemaliger deutscher Fußballspieler.

## Werdegang
Der Torwart Walter Banse begann seine Karriere bei Einigkeit Wilhelmsburg und wechselte 1956 zu Altona 93. Dort absolvierte er bis 1963 insgesamt 113 Spiele in der seinerzeit erstklassigen Oberliga Nord. 1958 wurde er mit seiner Mannschaft Tabellendritter und in der Saison 1959/60 absolvierte er alle Saisonspiele. Drei Jahre später qualifizierte sich Banse mit den Altonaern für die neu geschaffene, zweitklassige Regionalliga Nord. 1964 verließ er Altona mit zunächst unbekanntem Ziel. Später stand er bei der FTSV Altenwerder im Tor und ließ seine Karriere dann beim TuS Finkenwerder ausklingen, wo er noch mit 40 aushalf.